# Abu Salih
Abu Salih (auch Abu Salih Al-Armani oder Abu Salih, der Armenier) war ein armenischer Schriftsteller des späten 12. und frühen 13. Jahrhunderts. Er soll in Kairo eine  »Geschichte der Kirchen und Klöster Ägyptens« verfasst haben, in der auch solche in Nubien, Syrien und Äthiopien angesprochen werden. Das Werk ist in arabischer Sprache geschrieben. Die Zuschreibung dieses Werkes an Abū Sālih ist eventuell fiktiv. Als wahrer Autor wird häufig der Kopte Abū al-Makārim angesehen.

## Übersetzungen
- Abu Salih the Armenian, B.T.A. Evetts, Alfred Butler: The Churches and Monasteries of Egypt and Some Neighbouring Countries, 2001, ISBN 0-9715986-7-3 (engl. Übersetzung eines Teils)
- Bishop Samuel (Hrsg.): Abu al Makarem, History of the Churches and Monasteries in Lower Egypt in the 13th Cent. Institute of Coptic Sudies, Cairo 1992 (engl. Übersetzung eines anderen Teils)

| Personendaten    | Personendaten                                |
| ---------------- | -------------------------------------------- |
| NAME             | Salih, Abu                                   |
| ALTERNATIVNAMEN  | Abu Salih Al-Armani; Abu Salih, der Armenier |
| KURZBESCHREIBUNG | armenischer Schriftsteller                   |
| GEBURTSDATUM     | 12. Jahrhundert                              |
| STERBEDATUM      | 13. Jahrhundert                              |